# Eurycea tridentifera
Eurycea tridentifera é um anfíbio caudado da família Plethodontidae endémica dos Estados Unidos da América.